# Zachowania pasywno-agresywne
Zachowania pasywno-agresywne – zachowania zawierające jednocześnie cechy biernego oporu, agresji wyrażonej nie wprost oraz cechy jawnie agresywne (osoba na przemian wyraża swoją agresję mniej lub bardziej jawnie).
Wyrażenie impulsów agresywnych nie wprost pozwala na zabezpieczenie się przed doświadczeniem lęku i dysonansu poznawczego (związanego z uświadomieniem sobie własnej agresji) oraz chroni przed odrzuceniem ze strony otoczenia (zaspokaja potrzebę zależności). Agresja wyrażona jawnie pozwala na zaspokojenie potrzeby niezależności poprzez okazanie złości i negatywnych emocji. Może też służyć umocnieniu poczucia własnej wartości i samopotwierdzeniu.

## Historia
Zachowania pasywno-agresywne zostały pierwszy raz zdefiniowane w medycynie przez pułkownika Williama C. Menningera  podczas drugiej wojny światowej jako reakcja mężczyzn będących uległymi wojsku. Menninger opisał żołnierzy, którzy nie byli jawnie zbuntowani, ale wyrażali swoją agresję poprzez pasywne działania takie jak upór, dąsanie się, prokrastynację i nieefektywność, które według niego były przejawem niedojrzałości i reakcją na „rutynowy stres militarny”.
Według poglądów niektórych psychoanalityków nieprzestrzeganie zaleceń terapeutycznych nie jest znakiem zachowań pasywno-agresywnych,  które powinny być raczej uznawane za manifestację emocji, które zostały stłumione na skutek narzucenia sobie potrzeby akceptacji.
W pierwszej wersji Diagnostycznego i statystycznego podręcznika zaburzeń psychicznych (Diagnostic and Statistical Manual of Mental Disorders) z 1952 roku, zwanej krócej DSM-I, zachowania pasywno-agresywne zdefiniowano w bardzo wąskim znaczeniu i zgrupowano razem z zaburzeniem osobowości zależnej.
W DSM-III-R – która jest korektą DSM-III, czyli kolejnym, ulepszonym wydaniem Diagnostycznego i statystycznego podręcznika zaburzeń psychicznych – uznano, że zachowania pasywno-agresywne cechuje między innymi „niezrobienie prania lub niezaopatrzenie kuchni w jedzenie przez kunktatorstwo i guzdranie się”.
Zwiększone zainteresowanie tym pojęciem doprowadziło do powstania tematycznych portali internetowych, na przykład Passive-Aggresive Notes, które udostępniają pasywno-agresywne mejle, notatki i znaki.